# Zilverfuut
De zilverfuut (Podiceps occipitalis) is een Zuid-Amerikaanse fuut. 

## Kenmerken
De zilverfuut wordt gekenmerkt door het opvallende glanzende, zilverachtige verenkleed.

## Leefwijze
De zilverfuut leeft voornamelijk in langzaamstromend water en in plassen en meren. Het drijvende nest wordt gebouwd aan de waterkant, waar de vegetatie enige beschutting biedt. De eieren worden gelegd in november of december. Volwassen zilverfuten voeden zich hoofdzakelijk met kleine vissen, ongewervelden en waterplanten. De seksen zijn niet te onderscheiden.

## Verspreiding
Het leefgebied van de soort spreidt zich uit over een groot gedeelte van Zuid-Amerika, maar niet in het zuidoosten (Uruguay en de omliggende regio), Guyana, Suriname, Frans-Guyana en Venezuela.
De soort telt twee ondersoorten:
- P. o. juninensis: van Colombia tot noordwestelijk Argentinië en noordelijk Chili.
- P. o. occipitalis: centraal en zuidelijk Chili, Argentinië en de Falklandeilanden.